# Глостер (Массачусетс)
Глостер (англ. Gloucester) — місто (англ. city) в США, в окрузі Ессекс штату Массачусетс. Населення — 29 729 осіб (2020).

## Географія
Глостер розташований за координатами 42°37′44″ пн. ш. 70°41′9″ зх. д. / 42.62889° пн. ш. 70.68583° зх. д. (42.629024, -70.685828).  За даними Бюро перепису населення США в 2010 році місто мало площу 107,49 км², з яких 67,85 км² — суходіл та 39,64 км² — водойми.

## Демографія
Згідно з переписом 2010 року, у місті мешкало 28 789 осіб у 12 486 домогосподарствах у складі 7513 родин. Густота населення становила 268 осіб/км².  Було 14557 помешкань (135/км²).
Расовий склад населення:
| - 95,7 % — білих - 0,9 % — азіатів - 0,8 % — чорних або афроамериканців - 0,1 % — вихідців з тихоокеанських островів - 0,1 % — корінних американців - 1,0 % — осіб інших рас |

До двох чи більше рас належало 1,3 %. Частка іспаномовних становила 2,7 % від усіх жителів.
За віковим діапазоном населення розподілялося таким чином: 18,6 % — особи молодші 18 років, 63,7 % — особи у віці 18—64 років, 17,7 % — особи у віці 65 років та старші. Медіана віку мешканця становила 46,4 року. На 100 осіб жіночої статі у місті припадало 92,6 чоловіків;  на 100 жінок у віці від 18 років та старших — 90,4 чоловіків також старших 18 років.
Середній дохід на одне домашнє господарство  становив 88 458 доларів США (медіана — 61 505), а середній дохід на одну сім'ю — 107 917 доларів (медіана — 82 222). Медіана доходів становила 54 880 доларів для чоловіків та 45 813 долари для жінок. За межею бідності перебувало 9,3 % осіб, у тому числі 11,5 % дітей у віці до 18 років та 8,4 % осіб у віці 65 років та старших.
Цивільне працевлаштоване населення становило 14 811 осіб. Основні галузі зайнятості: освіта, охорона здоров'я та соціальна допомога — 24,6 %, роздрібна торгівля — 12,2 %, виробництво — 12,2 %.